# Hockerill Anglo-European College
Das Hockerill Anglo-European College ist eine staatliche Internatsschule in England. Sie liegt in Bishop’s Stortford, etwa mittig zwischen London und Cambridge unweit des Flughafens London-Stansted. Der Wahlspruch der Schule lautet „Fortuna fortes adiuvat“ (Das Schicksal hilft den Tapferen) und die Farben sind dunkelblau-gelb.

## Geschichte
Hockerill wurde 1850 als Lehrerausbildungsstätte gegründet. 1978 wurde die Lehrerausbildung in Hockerill aufgegeben, und 1980 wurde Hockerill als staatliche Internatsschule wiedereröffnet. Zum Hockerill Anglo-European College wurde die Schule 1998, unter Leitung des damals als neuen Rektor berufenen Dr. Robert 'Bob' Guthrie. Als Bob Guthrie die Schule übernahm, stand sie aufgrund schlechter Examensergebnisse und abnehmender Schülerzahlen am Rande der Schließung.
Mittlerweile gilt Hockerill als eine der besten Sprachschulen des Landes und bietet anstelle der A-Levels als einzige staatliche Internatsschule in England das International Baccalaureate (IB) an. Seit 2006 bietet die Schule neben dem International Baccalaureate Diploma auch das sogenannte MYP an, ein auf das IB Diplom vorbereitende Programm, das die deutsche Mittlere Reife oder das Britische GCSE ersetzen soll.
Zum Ende des Summerterms 2009 ist Dr. Robert 'Bob' Guthrie von allen seinen Posten zurückgetreten und in Rente gegangen. Den Posten übernommen hat seitdem Simon Dennis, ehemals Leiter der South Wolds School, Keyworth, Nottingham.

## Organisation

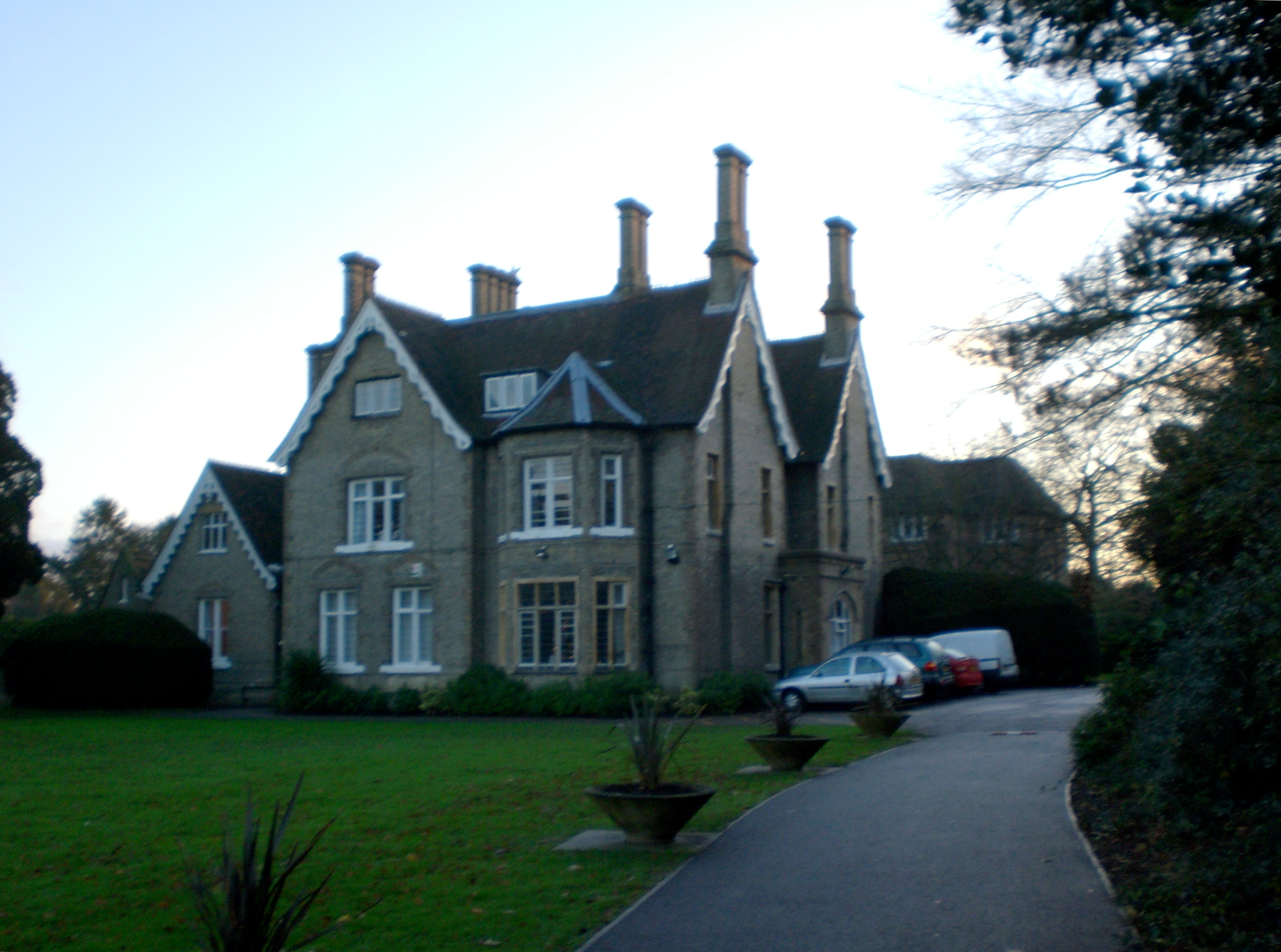
Westansicht des Jungenhauses, Thames House

In Hockerill lernen derzeit etwa 900 Schüler britischer und internationaler Herkunft. Alle fünf Kontinente sind mit Schülern vertreten, wobei die Anzahl der Engländer mit der internationaler Schüler in der Oberstufe zu vergleichen ist. Circa ein Viertel der Ausländer ist deutscher Herkunft, der deutsche Botschafter ist Ehrenpräsident Hockerills.
Die Internatsschüler leben in vier Wohngebäuden, zwei Junior- (Jahrgangsstufen 7–9) und zwei Seniorhäusern (Jahrgangsstufen 10–13), nach Geschlechtern getrennt. Dies wird sich jedoch in den nächsten Jahren ändern, da dieses Jahr weitreichende Umbaumaßnahmen beschlossen und begonnen wurden. Der Schwerpunkt liegt hierbei auf einem Umbau und einer Erweiterung der Boardinganstalten.
Die beiden Seniorhäuser Thames und Roding waren ursprünglich beide Nachbauten von englischen Jagdschlössern; im Zweiten Weltkrieg wurde Roding von einer deutschen Fliegerbombe getroffen und in den 50er Jahren durch einen Neubau ersetzt. Vielleicht durch das ältere Gebäude bedingt, scheinen seit mehreren Jahren die Jungen der Oberstufe aus Thames ein stärkeres Hausbewusstsein zu entwickeln – das Wappen des Hauses sowie der Wahlspruch (Loyalty and Courtesy) wurden in letzter Zeit zunehmend geführt.

## Akademisches
Im Schulunterricht gibt es nicht wie in Deutschland Klassen, sondern die Jahrgangsstufen sind in jeweils „Equipes“ unterteilt, jede benannt nach einer herausstehenden Persönlichkeit auf seinem Feld: Goethe, Brunel, Pascal und Da Vinci. Jeder Schüler kann Punkte für seine Equipe durch gute Leistungen sowie regelmäßig veranstaltete Wettkämpfe aller Art sammeln. Am Ende des Summer Terms wird dann die Siegerequipe gewählt und ausgezeichnet.
Das akademische Schuljahr wird in Terms, also Trimestern gezählt. Der Turnus vom Schulwiederbeginn bis Weihnachten (Oktober–Dezember) wird Michaelmas Term genannt. Der anschließende Term (Januar–März, der kürzeste der drei) wird Lent genannt und beendet wird das akademische Jahr durch den Summer Term (April–Juli).
2006 wurde Hockerill von der britischen Tageszeitung The Times zur besten staatlichen Internatsschule in Großbritannien gekürt (6. Platz aller Schulen in Großbritannien einschließlich Privatschulen). „Four of the schools in the top ten in The Times A level league tables offer the IB. They include Hockerill Anglo-European College in Bishop’s Stortford, which is the leading state school in the list. With 496 points and in sixth place, Hockerill, like Sevenoaks, has abandoned the A level.“ („Vier der zehn besten Schulen im Times A-Level-Ranking bieten das IB an. Eine von diesen ist Hockerill Anglo-European College in Bishop's Stortdford, welche die beste staatliche Schule ist. Mit einer Wertung von 496 Punkten belegt Hockerill den 6. Platz im Ranking und ist eine der Schulen, die, wie Sevenoaks, den A-Level-Abschluss zugunsten des IB aufgegeben haben.“ The Times, 26. August 2006).
Seit 2006 hat das College neben dem Spezialstatus des Language College noch den zweiten Spezialstatus des Music College zuerkannt bekommen. Insgesamt gibt es nur sehr wenige Schulen in England, die das Privileg haben, gleich zwei Spezialisierungen führen zu dürfen. Das Music College wurde offiziell im Oktober 2006 von Sir David T. Puttnam eröffnet.
Am Anfang des Jahres 2011 wurde Hockerill der Academy-Status verliehen.

## Bemerkenswertes
- Russell Brand besuchte kurzzeitig die Schule, wurde aber bereits nach einem Jahr wegen Fehlverhaltens der Schule verwiesen
- Mike Ullman †, Leiter der Sprachenabteilung wurde 2005 zum „Lehrer des Jahres“ vom britischen „The Guardian“ gewählt.[2][3]